# カマサミ・コング
カマサミ・コング（Kamasami Kong、本名 Bob W. Zix, 1949年12月21日 - ）は、アメリカ合衆国出身で、日本に在住するラジオDJ。ハワイ州でキャリアを開始し、日本のほか、台湾でも活動した。

## 来歴・人物
オハイオ州ハミルトン出身。1965年にラジオのキャリアをスタートさせた。1976年にハワイ・ホノルルに移住。1980年代、ハワイのKKUA-FMやKIKI-FMで看板DJとして活躍。
このころ日本でも雑誌での紹介や、角松敏生とのコラボレートなどを通じて著名になり、やがてラジオ大阪やFM横浜、エフエム石川など、日本のラジオ局での英語アナウンスによる音楽番組でキャリアを重ね、「18年間、ハワイと日本を10日おきに行き来する日々」を送る。また、DJ・ナレーターとしての活動のかたわら、台湾で喫茶店チェーン「KONA CONNECTION」を経営した（のち閉業）。のちに東京に移住。
エフエム石川では開局当初から番組だけでなくクロージング（放送終了）のナレーションも担当。大阪のFM802では、1989年の開局から約16年間の長きにわたりDJを務め、2010年からは系列局のFM COCOLOで番組を担当している。
担当番組においては決まって、ジミー・キャスター・バンチの「King Kong Part 1」の冒頭部をコールジングルとして用いている（Komo Sambe Kong! の掛け声が「カマサミ・コング」と聞こえることから）。
日本の音楽プロジェクト「オメガトライブ」の名付け親である。
羽田空港で『YOUは何しに日本へ?』のインタビューを受けた事がある。

### DJ名「カマサミ・コング」の由来
当初ボブ・ジックス（Bob W. Zix）という本名でDJをしていた彼は、かねがね「本名でDJをするよりは、ゴングの鳴る音のような何か格好いい名前を使いたい」と思っていた。そんな彼にある女性が名前を聞いた時に、彼が"I call myself Gong."（アイ・コール・マイセルフ・ゴング）と答えたのであるが、それがあまりに早口であったため、その女性が聞き間違えて"Kamasami Kong?"（カマサミ・コング）と聞き返した。その聞き違いの名前を彼が非常に気に入り、以後使用するようになった、というエピソードがある。

## 出演番組

### 放送中の番組
- The Kong Show（LOVE FM、毎週日曜 19:00 - 21:00、2018年2月2日 - ）
- KAMASAMI KONG SHOW（FM COCOLO、毎週日曜 24:00 - 25:00、2021年4月2日[6] - ）

### 過去の番組
- I LOVE YOKO-HAMA（エフエム横浜）[1]
- ジェミニモーニングクルーズ（エフエム横浜）[1]
- KAMASAMI KONG COCONUT MAIL（エフエム大分）
- PACIFIC OASIS
  - （FM802、1989年6月 - 1998年9月）
  - （FM COCOLO、毎週月曜 - 木曜 11:00 - 14:00、2010年4月 - 2021年3月）
- KAMASAMI KONG SHOW
  - RIDE ON SATURDAY Kamasami Kong Show（TOKYO FM 2005年4月 - 2006年3月）
  - RADIO-i Kamasami Kong Show（RADIO-i、2010年1月11日 - 2010年9月29日）
  - The Kamasami Kong Show（FM NORTH WAVE、？ - ？）
  - Kamasami Kong Show（中央エフエム、毎週月曜 - 金曜 16:00 - 17:00、23:00 - 24:00）
- NitEscape 802（FM802）
- Eternity（JFN、2006年10月 - 2009年10月）
- TOKYO PREMIUM NIGHT at COTTON CLUB（TOKYO FM 土曜 19:00 - 19:25）
- ALOHA BREAK（InterFM）
- Metpod（ウェブマガジン「メトロポリス（英語版）」ポッドキャスト）
- Good Times Boo!（InterFM） - 番組内コーナー「Tokyo Pulse」担当。「PACIFIC OASIS」と同時間のため録音レポート出演。
- COTTON CLUB Music Tree（TS ONE、毎週土曜 22:00 - 24:00、2016年3月 - ？）
- Saturday Smile（FM NORTH WAVE、毎週土曜 8:00 - 9:00、？ - ？）
- Loveland Island（Heart FM、毎週日曜 12:00 - 15:00、2023年3月26日 ‐ 2023年9月24日(放送休止)）

## アルバム
角松敏生
- Surf Break from Sea Breeze〜DJ KAMASAMI KONG （1982年）
- SUMMER TIME ROMANCE〜FROM KIKI （1984年8月5日）

杉山清貴&オメガトライブ
- カマサミコング・DJスペシャル （1984年6月10日）　

杉山清貴
- time is a good time　DJ SPECIAL （1988年7月27日）

THE SQUARE×T-SQUARE
- DOLPHIN THROUGH （2015年5月20日）※DJはカマサミ・コングと佐野瑛厘。　

山下達郎
発売当初、山下本人は未関与であったが、再発売の際にリマスタリングの監修とライナーノーツ寄稿を行っている。
- COME ALONG 2 （1984年3月5日）※DJは小林克也とカマサミ・コング。

Various Artists
- DJ IN HAWAII　(1982年)
- Pacific Oasis FM COCOLO Presents Kamasami Kong DJ Show （2015年2月25日）